# 22e division de chars de la Garde
Pour les articles homonymes, voir 22e division, 7e division et 115e division.
La 22e division de chars de la Garde (russe : 22-я гвардейская танковая дивизия) est une division blindée de l'Armée soviétique. La division est créée pendant la Seconde Guerre mondiale en 1942 sous le nom de 7e division aéroportée de la Garde, qui est renommée 115e division de fusiliers de la Garde après la fin de la guerre. En 1957, la 115e devient la 22e division de chars de la Garde. La division est basée dans la petite ville militaire de Tcherkaske. À partir de mai 1957, elle fait partie de la 6e armée de chars de la Garde, venue de Transbaïkalie. La division est maintenue comme une division cadre, non prête pour le combat. Elle est dissoute en 1990 pour faire place à la 93e division de fusiliers motorisés de la Garde retirée de Hongrie.

## Histoire
La division est créée sous le nom de 5e corps aéroporté (2e formation). Un 5e corps aéroporté (ru) était devenu en août 1942 la 39e division de fusiliers de la Garde. Le 16 août 1942, le décret du Comité d'État à la Défense n° 2178ss est publié « Sur la restauration de 8 corps aéroportés et de 5 brigades aéroportées » ,, selon lequel débute une nouvelle formation du 5e corps aéroporté. L'ordre de se former est donné le 20 septembre. Selon le nouvel état n° 035/10-035/25, le corps était censé compter 9 930 personnes. Le 1er octobre 1942, le 5e corps est formé près de Moscou à Ramenskoïe, avec trois nouvelles brigades aéroportées reprenant les numéros de la 1re formation : 7e, 10e et 201e brigades aéroportées. Cependant, dès l'hiver, le quartier général du commandement suprême décide de profiter de la situation stratégique favorable et de mener plusieurs opérations de grande envergure à la fois. Afin de renforcer les troupes, il est décidé de réorganiser les corps aéroportés existants en divisions. Par arrêté du commissaire du peuple à la Défense n° 00253 du 8 décembre 1942, le 5e corps aéroporté devait être réorganisé en 7e division aéroportée de la Garde,.
La 7e division combat à Demiansk, Voronej, Korsoun, sur le fleuve Dniepr, ainsi qu'à Targul Frumos et Budapest. Elle reçoit le titre honorifique de « Tcherkassy » et les ordres du Drapeau rouge et de Bogdan Khmelnitski. Elle termine la guerre avec la 4e armée de la Garde du 3e front ukrainien en mai 1945.
Le 8 mai 1945, le commandant de division, le général de division Dmitri Aristarkhovitch Dritchkine, installe son quartier général dans le village d'Erlauf, en Autriche. Soucieux de rencontrer les Alliés occidentaux, il envoie des éclaireurs. A minuit, il rencontre le major général Stanley Eric Reinhart, commandant de la 65e division d'infanterie américaine. Pendant toute la durée de leur présence sur le Danube, les deux commandants continuent de coopérer d’une manière particulièrement efficace.
Dans le cadre d'une réorganisation militaire d'après-guerre fin juin 1945, la 7e division aéroportée de la Garde est rebaptisée 115e division de fusiliers de la Garde, formée des 360e, 365e et 367e régiments de fusiliers de la Garde et des 470e et 474e régiments d'artillerie de la Garde.
En décembre 1945, la division part en garnison à Novoye, qui est rapidement rebaptisée Tcherkaske d'après le titre honorifique de Tcherkassy de la division. Sur la base d'une directive datée du 3 mai 1946, la 115e division de fusiliers de la garde est réorganisée en 14e brigade séparée de fusiliers de la Garde, constituée des 5e, 21e et 37e bataillons de fusiliers de la Garde et du 470e régiment d'artillerie de la garde séparée, sous le commandement de Général de division Ivan Osipovitch Narychkine. En mars 1947, la brigade est dissoute. Le personnel et l'équipement sont transférés au 20e corps de fusiliers de la Garde, et la 43e brigade séparée de fusiliers de la Garde (ancienne 113e division de fusiliers de la Garde du 14e corps de fusiliers de la Garde est rebaptisée 14e brigade séparée de fusiliers de la Garde, un changement achevé le 20 mars 1947. La nouvelle brigade est basée à Dnipropetrovsk, commandée par le colonel Alexandre Gavrilovitch Pankov. Lors d'une réorganisation achevée le 15 novembre 1953, la brigade est réorganisée en 115e division de fusiliers de la Garde pour inclure les éléments suivants, sous la direction du général de division Kirill Iakovlevitch Timchik :
- 360e régiment de fusiliers de la Garde ;
- 365e régiment de fusiliers de la Garde ;
- 67e régiment de fusiliers ;
- 470e régiment d'artillerie de la Garde ;
- 269e bataillon d'artillerie automotrice de chars ;
- 166e bataillon antichar ;
- 385e bataillon d'artillerie anti-aérienne distinct ;
- 566e bataillon des transmissions de la garde séparée ;
- 277e bataillon de sapeurs de la garde séparée ;
- Compagnie de reconnaissance des gardes séparées.

Le 4 juin 1957, la 115e division de fusiliers de la Garde est réorganisée en 22e division de chars de la Garde, incluant les éléments suivants :
- 223e régiment de chars ;
- 302e régiment de chars de la Garde ;
- 317e régiment de chars lourds de la Garde ;
- 360e régiment de fusiliers motorisés de la Garde ;
- 470e régiment d'artillerie de la Garde ;
- 67e compagnie distincte de chasseurs de chars ;
- 2059e régiment d'artillerie antiaérienne ;
- 11e compagnie de reconnaissance de la Garde ;
- 566e bataillon des transmissions de la Garde ;
- 277e bataillon de sapeurs de la Garde ;
- 215e compagnie distincte de défense chimique ;
- Batterie du quartier général de l'artillerie de la division ;
- 183e compagnie médicale distincte ;
- 109e société distincte de transport automobile ;
- 477e atelier d'artillerie ;
- 382e atelier de chars ;
- 475e atelier de réparation de véhicules ;
- 109e bataillon de chars d'entraînement.

Le 223e régiment de chars de la Garde de la 16e division de chars (en) est transféré à la 22e division de chars de la Garde pour devenir son troisième régiment de chars divisionnaire, et transféré de Mongolie conformément à une directive du 23 octobre 1958 sans ses chars, son équipement et son armement. Il comptait 296 personnes dont 96 officiers.
Conformément à une directive du 12 mars 1962, la division est réorganisée autour d'un désormais tableau d'effectifs et de dotation, shtat 10/240, avec un effectif total de 3 226 personnes dont 633 officiers. En conséquence, les trois ateliers divisionnaires ont été dissous et remplacés par le 126e bataillon de maintenance et de récupération des équipements. La 189e batterie de lance-roquettes est également formée. La division comprend ainsi les éléments suivants (numéro d'unité militaire entre parenthèses) : 
- Quartier général de division (36895) (146 hommes) ;
- 223e régiment de chars (38121) (533 hommes) ;
- 302e régiment de chars de la Garde (55363) (533 hommes) ;
- 317e régiment de chars de la Garde (41437) (533 hommes) ;
- 360e régiment de fusiliers motorisés de la Garde (32093) (349 hommes) ;
- 865e régiment d'artillerie d'obusiers de la Garde (89529) (171 hommes) ;
- 945e régiment d'artillerie anti-aérienne (21501) (177 hommes) ;
- 652e bataillon de missiles (96513) (102 hommes) ;
- 189e batterie de missiles (22179) ;
- 72e bataillon de reconnaissance de la Garde (87024) (75 hommes) ;
- 566e bataillon des transmissions de la Garde (62802) ;
- 277e bataillon de sapeurs de la Garde (83381).

Les données de décembre 1985 indiquent que la division totalise 2 550 hommes avec 322 T-64A, douze BMP-1, trois BTR-60 et 108 M-30 de 122 mm. Elle est dissoute en 1990 pour faire place à la 93e division de fusiliers motorisés de la Garde, retirée de Hongrie,.